# Nocebo
Nocebo è un termine, contrario di placebo, utilizzato per etichettare le reazioni negative o indesiderate che un soggetto manifesta a seguito della somministrazione di un falso farmaco completamente inerte, ma da esso percepito nocivo.
Le reazioni negative non sono quindi generate chimicamente, ma sono interamente dovute al pessimismo e alle aspettative negative riguardo agli effetti del falso farmaco. Il timore che un sintomo possa insorgere ne favorisce proprio la comparsa: il risultato di tale auto-condizionamento è denominato "effetto nocebo". L'esistenza dell'effetto nocebo pone anche un problema riguardo ai modi in cui il medico adempie agli obblighi di informazione nei confronti del paziente.
Il concetto di nocebo oggi viene esteso anche agli effetti negativi derivati da autosuggestione a seguito di qualsiasi evento percepito erroneamente come dannoso, come nel ricevimento di un referto medico sbagliato che diagnostica una malattia inesistente, di cui si incomincia a manifestarne i sintomi (patomimia).

## Etimologia
Il termine nocebo (dal latino "nuocerò") fu scelto da Walter Kennedy, nel 1961, per denotare la controparte del termine placebo (dal latino "piacerò") ovvero un prodotto che produce in un soggetto conseguenze benefiche, salutari, piacevoli o desiderabili, come diretto risultato delle sue credenze o aspettative.
In Italia il marchio è registrato presso il Ministero dello Sviluppo Economico a nome di Samorindo Peci.